# Andrei Svechnikov
Andrei Svechnikov (Barnaul, Rusia, 26 de marzo de 2000) apodado Svech, es un jugador profesional ruso de hockey sobre hielo que se desempeña en la posición de extremo derecho en Carolina Hurricanes, equipo de la National Hockey League (NHL).

## Carrera
Fue seleccionado en la primera ronda en la NHL Entry Draft de 2018. Hizo su debut profesional con el equipo Carolina Hurricanes, donde lleva jugando seis temporadas.